# Микел Артета
Микел Артета (на испански: Mikel Arteta Amatriain), роден на 26 март 1982 г. в град Сан Себастиан, Гипускоа, Испания) е бивш испански футболист. През 2019 г. Артета става мениджър на Арсенал.

## Кариера
Артета започва професионалната си кариера в юношеския отбор на Барселона през 1999 г., но поради ограниченото време, в коего играе, е даден под наем във френския Пари Сен Жермен през 2001 г . След два сезона в Париж подписва за шотландския Рейнджърс, с които в дебютния си сезон печели купата на Висшата лига и Купата на лигата. След кратко завръщане в Испания, за да играе за Реал Сосиедад, Артета се присъединява към Евертън под наем за остатъка от сезон 2004/2005. Впоследствие подписва с клуба за постоянно и прекарва там шест години. На 31 август 2011 г. подписва с лондонския отбор Арсенал, където печели два пъти ФА къп и е капитан от 2014 г. до края на състезателната си кариера през 2016 г.
1. ↑  Кели, Роб. Ново: Артета става първи мениджър на отбора //  Официален сайт на ФК Арсенал.   10 септември 2020. Посетен на 7 септември 2021.